# برت بینه (زاقاتالا)
برت بینه (به لاتین: Beretbinə، آواری: Беретросу) یک منطقه مسکونی در جمهوری آذربایجان است که در شهرستان زاقاتالا واقع شده‌است. برت بینه ۱۷۸ نفر جمعیت دارد.

## دین
در مسجد جامع این روستا به‌نام جمعه یک هیئت مذهبی وجود دارد.